# Gaspar van Eyck

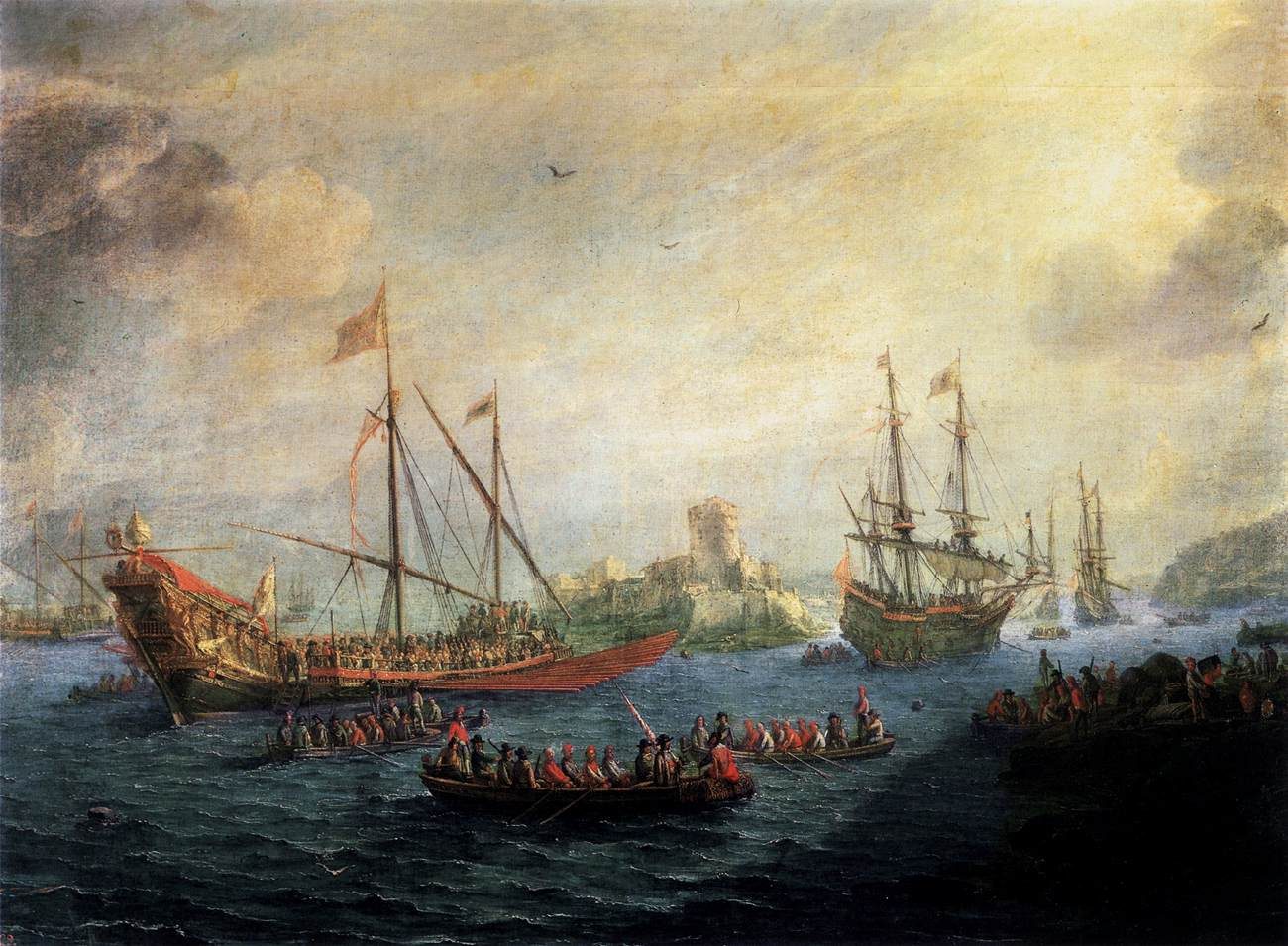
Paesaggio marino, ca. 1650, ora al Museo del Prado

Gaspar van Eyck noto anche come Casper van Eyck (Anversa, 1613 – Bruxelles, prima del dicembre 1674) è stato un pittore fiammingo specializzato in soggetti marini e battaglie navali.

## Biografia
Entrò a far parte della Corporazione di San Luca a Anversa nel 1632. Si recò a Genova, dove collaborò con Cornelis de Wael. Dal 1656 fino alla sua morte lavorò a Bruxelles. Tre suoi dipinti sei trovano al Museo del Prado di Madrid. Dipinse diversi tipi di navi, comprese galee turche e marinai, e dipingeva ancora ad Anversa nel 1660.La sua biografia si trova nel libro di Cornelis de Bie, Het Gulden Cabinet, pubblicato nel 1662.